# Robbie Temple
Robbie Temple (* 20. August 1986 in Gloucester) ist ein ehemaliger englischer Squashspieler.

## Karriere
Robbie Temple begann 2005 seine Karriere auf der PSA World Tour und erreichte auf dieser 2009 sein einziges Endspiel. Seine beste Platzierung in der Weltrangliste erreichte er im September 2012 mit Rang 53. Er stand bei den Weltmeisterschaften in den Jahren 2008, 2009, 2010 und 2012 im Hauptfeld. Dabei schied er stets in der ersten Runde aus. Seit Mitte 2013 spielt er nur noch vereinzelt auf der World Tour.